# Torneo del Interior A 2009
El Torneo del Interior - Zona Campeonato de 2009 fue la octava edición del torneo organizado por la Unión Argentina de Rugby que reúne a los mejores clubes de todas las uniones provinciales de la Argentina, excluyendo a la Unión de Rugby de Buenos Aires. Se llevó a cabo entre el 26 de septiembre y el 14 de noviembre de 2009.
El torneo volvió a disputarse tras cuatro temporadas de ausencia causadas por la reestructuración de competencias llevadas a cabo en la temporada 2005. La nueva versión del torneo tuvo una serie de cambios respecto a las ediciones anteriores, como el formato de competición, la cantidad de equipos participantes, el sistema de clasificación y cupos, entre otros. Además, el regreso de este torneo significó cambios en la otras competencias nacionales, como el regreso del Torneo del Interior B y la reducción del Torneo Nacional de Clubes a sólo 4 equipos participantes.
Duendes de Rosario se consagró campeón al derrotar a Universitario de Tucumán en la final por 35 a 21, obteniendo así su segundo título tras. Los tantos del conjunto rosarino fueron marcados por tries de Simón Boffelli, Nicolás Gatarello y Juan Imhoff (2), mientras que Mateo Escalante aportó tres penales y tres conversiones.

## Equipos participantes
Clasificaron al torneo 15 clubes, provenientes de cinco uniones provinciales distintas, las cuales clasificaron de acuerdo a su desempeño en los distintos torneos regionales: 4 del Torneo Regional del Litoral, 4 del Torneo Regional del NOA, 3 del Torneo Regional Centro, 2 del Torneo Regional del Oeste y 2 del Torneo Regional Pampeano.
| Club                          | Vía de clasificación                                        |
| ----------------------------- | ----------------------------------------------------------- |
| Universitario de Rosario      | Campeón del Torneo Regional del Litoral 2009.               |
| Jockey Club (R)               | Subcampeón del Torneo Regional del Litoral 2009.            |
| Duendes                       | 3.º puesto en el Torneo Regional del Litoral 2009.          |
| Gimnasia y Esgrima de Rosario | 4.º puesto en el Torneo Regional del Litoral 2009.          |
| Tucumán Lawn Tennis Club      | Campeón del Torneo Regional del Noroeste 2009 (compartido). |
| Universitario de Tucumán      | Campeón del Torneo Regional del Noroeste 2009 (compartido). |
| Los Tarcos Rugby Club         | 3.º puesto en el Torneo Regional del Noroeste 2009.         |
| Tucumán Rugby Club            | 4.º puesto en el Torneo Regional del Noroeste 2009.         |
| Jockey Club de Villa María    | Campeón del Campeonato Oficial Cordobés 2009.               |
| La Tablada                    | Subcampeón del Campeonato Oficial Cordobés 2009.            |
| Córdoba Athletic Club         | 3.º puesto en el Campeonato Oficial Cordobés 2009.          |
| Liceo Rugby Club              | Campeón del Torneo Regional del Oeste 2009.                 |
| Marista                       | Subcampeón del Torneo Regional del Oeste 2009.              |
| IPR Sporting Club             | Campeón del Torneo Regional Pampeano 2009.                  |
| San Ignacio Rugby             | Subcampeón del Torneo Regional Pampeano 2009.               |

### Distribución geográfica de los equipos
| Jurisdicción              | Cant. | Equipos                                              |
| ------------------------- | ----- | ---------------------------------------------------- |
| Provincia de Tucumán      | 4     | Universitario (T), Lawn Tennis,Tucumán Rugby, Tarcos |
| Provincia de Santa Fe     | 4     | Jockey (R), GER, Duendes, Universitario (R)          |
| Provincia de Córdoba      | 3     | La Tablada, Jockey (VM), Córdoba Athletic            |
| Provincia de Mendoza      | 2     | Liceo, Marista                                       |
| Provincia de Buenos Aires | 2     | Sporting, San Ignacio                                |

## Nuevo formato
La nueva versión del torneo contó con una serie de cambios respecto a su última temporada en 2004 y las últimas temporadas del Nacional de Clubes expandido, tanto en su forma de competición como en su régimen de clasificación.

### Clasificación
La cantidad de equipos participantes en el Torneo del Interior A y Torneo del Interior B se redujo de 16 y 32 a 15 y 16, respectivamente. Con el advenimiento de los torneo regionales Pampeano y Patagónico, todos los cupos fueron determinados por los torneos regionales, dejando de lado los torneos provinciales y semi-regionales como los de Mar del Plata, Austral, Bahía Blanca, etc. 
La cantidad de cupos otorgados a cada torneo regional fueron determinados por un nuevo criterio de distribución, dejando de lado los valores otorgados a las uniones provinciales que componen cada torneo e introduciendo un sistema de intercambio de plazas entre ambas divisiones para determinar los cupos de la temporada siguiente. Además, se abandonó el sistema de ventanas intercaladas utilizada por el Nacional de Clubes entre 2005 y 2008, con el torneo disputándose nuevamente tras la conclusión de los torneo regionales. Debido a esto, los equipos volvieron a clasificar de acuerdo a su desempeño en el torneo regional de la misma temporada que el Torneo del Interior, en lugar de la temporada anterior.

### Primera fase
En la primera fase los quince equipos fueron divididos en tres zonas de cinco equipos cada una, las cuales se resolvieron bajo el sistema de todos contra todos a una sola ronda, con cada equipos disputando dos partidos de local y dos de visitante. Se utilizó el sistema de puntos bonus, otorgando 4 puntos por partido ganado, 2 por empatado, 0 por perdido, 1 punto bonus por marcar cuatro tries o más y 1 punto bonus por perder por siete puntos o menos. La posición final alcanzada en estas zonas determinó a que zona de la fase final clasificó cada equipo.
- Los 1.º y 2.º de cada zona y los dos mejores 3.º clasificaron a la Zona Campeonato (8 equipos).
- El peor 3.º y los 4.º de cada zona clasificaron a la Zona Media (4 equipos).
- Los 5.º de cada zona clasificaron a la Zona Descenso (3 equipos).

### Fase final
Zona Campeonato
La Zona Campeonato se definió a eliminación directa en tres rondas: cuartos de final, semifinales y final, con el ganador consagrándose como el campeón de esta temporada. Los equipos eliminados en cuartos de final de esta etapa clasificaron las semifinales por el 5.º puesto, continuando su campaña para determinar su posicionamiento final.
El campeón y subcampeón del torneo clasificaron al Torneo Nacional de Clubes 2009. 
Zona Media
La Zona Media también se definió a eliminación directa, en este caso a dos rondas: semifinales y final. A diferencia de la Zona Campeonato, esta zona sólo se disputó para definir los posicionamientos finales y contó con un partido para los equipos eliminados en la instancia de semifinales (11.º puesto).
Zona Descenso
La Zona Descenso fue un triangular disputado bajo el sistema de todos contra todos a una sola ronda. No hubo perdida de plazas durante esta temporada, con el objetivo de expandir el torneo a 16 participantes en la siguiente temporada, otorgando la plaza extra a la región del club ganador del Torneo del Interior B 2009.

## Primera fase

### Zona 1
| Pos. | Equipos                | Partidos | Partidos | Partidos | Tantos | Tantos | Tantos | Pts. |
| Pos. | Equipos                | G        | E        | P        | PF     | PC     | DP     | Pts. |
| ---- | ---------------------- | -------- | -------- | -------- | ------ | ------ | ------ | ---- |
| 1.º  | Jockey Club (VM)       | 3        | 0        | 1        | 136    | 77     | +59    | 14   |
| 2.º  | IPR Sporting Club      | 3        | 0        | 1        | 100    | 68     | +32    | 14   |
| 3.º  | Jockey Club (R)        | 2        | 0        | 2        | 103    | 115    | -12    | 10   |
| 4.º  | Gimnasia y Esgrima (R) | 1        | 0        | 3        | 104    | 102    | +2     | 8    |
| 5.º  | San Ignacio            | 1        | 0        | 3        | 75     | 156    | -81    | 4    |

|  | Clasifica a Zona Campeonato |
|  | Clasifica a Zona Media      |
|  | Clasifica a Zona Descenso   |

| 26 de septiembre | Jockey Club (VM) | 64 - 14 | San Ignacio |                                    |                                    |
|                  |                  | Reporte |             | Árbitro(s): Mauro Rivera (Rosario) | Árbitro(s): Mauro Rivera (Rosario) |

| 26 de septiembre | IPR Sporting Club | 34 - 17 | Jockey Club (R) |                                               |                                               |
|                  |                   | Reporte |                 | Árbitro(s): Sebastián Figueroa (Buenos Aires) | Árbitro(s): Sebastián Figueroa (Buenos Aires) |

| 3 de octubre | Jockey Club (R) | 17 - 31 | Jockey Club (VM) |                                    |                                    |
|              |                 | Reporte |                  | Árbitro(s): Claudio Antonio (Cuyo) | Árbitro(s): Claudio Antonio (Cuyo) |

| 3 de octubre | San Ignacio | 17 - 43 | Gimnasia y Esgrima (R) |                                           |                                           |
|              |             | Reporte |                        | Árbitro(s): Ignacio Rellán (Buenos Aires) | Árbitro(s): Ignacio Rellán (Buenos Aires) |

| 10 de octubre | Gimnasia y Esgrima (R) | 29 - 37 | Jockey Club (R) |                                    |                                    |
|               |                        | Reporte |                 | Árbitro(s): Mauro Rivera (Rosario) | Árbitro(s): Mauro Rivera (Rosario) |

| 10 de octubre | Jockey Club (VM) | 18 - 24 | IPR Sporting Club |                                                 |                                                 |
|               |                  | Reporte |                   | Árbitro(s): Ignacio Iparraguirre (Buenos Aires) | Árbitro(s): Ignacio Iparraguirre (Buenos Aires) |

| 17 de octubre | IPR Sporting Club | 25 - 10 | Gimnasia y Esgrima (R) |                                            |                                            |
|               |                   | Reporte |                        | Árbitro(s): Hernán Filomena (Buenos Aires) | Árbitro(s): Hernán Filomena (Buenos Aires) |

| 17 de octubre | Jockey Club (R) | 32 - 21 | San Ignacio |                                      |                                      |
|               |                 | Reporte |             | Árbitro(s): Carlos Romero (Nordeste) | Árbitro(s): Carlos Romero (Nordeste) |

| 24 de octubre | San Ignacio | 23 - 17 | IPR Sporting Club |                                               |                                               |
|               |             | Reporte |                   | Árbitro(s): Sebastián Pinilla (Mar del Plata) | Árbitro(s): Sebastián Pinilla (Mar del Plata) |

| 24 de octubre | Gimnasia y Esgrima (R) | 22 - 23 | Jockey Club (VM) |                                                  |                                                  |
|               |                        | Reporte |                  | Árbitro(s): Cristian Sánchez Ruiz (Buenos Aires) | Árbitro(s): Cristian Sánchez Ruiz (Buenos Aires) |

### Zona 2
| Pos. | Equipos             | Partidos | Partidos | Partidos | Tantos | Tantos | Tantos | Pts. |
| Pos. | Equipos             | G        | E        | P        | PF     | PC     | DP     | Pts. |
| ---- | ------------------- | -------- | -------- | -------- | ------ | ------ | ------ | ---- |
| 1.º  | Tucumán Lawn Tennis | 4        | 0        | 0        | 144    | 102    | +42    | 18   |
| 2.º  | Duendes             | 3        | 0        | 1        | 115    | 87     | +28    | 16   |
| 3.º  | Tucumán RC          | 2        | 0        | 2        | 104    | 73     | +31    | 11   |
| 4.º  | Liceo               | 1        | 0        | 3        | 92     | 99     | -7     | 6    |
| 5.º  | Marista             | 0        | 0        | 4        | 56     | 150    | -94    | 0    |

|  | Clasifica a Zona Campeonato |
|  | Clasifica a Zona Media      |
|  | Clasifica a Zona Descenso   |

| 26 de septiembre | Tucumán Lawn Tennis | 39 - 34 | Duendes | La Caldera del Parque, San Miguel de Tucumán |                                      |
|                  |                     | Reporte |         | Árbitro(s): Carlos Romero (Nordeste)         | Árbitro(s): Carlos Romero (Nordeste) |

| 26 de septiembre | Liceo | 37 - 16 | Marista |                                    |                                    |
|                  |       | Reporte |         | Árbitro(s): Claudio Antonio (Cuyo) | Árbitro(s): Claudio Antonio (Cuyo) |

| 3 de octubre | Marista | 25 - 44 | Tucumán Lawn Tennis |                                        |                                        |
|              |         | Reporte |                     | Árbitro(s): Alejandro García (Rosario) | Árbitro(s): Alejandro García (Rosario) |

| 3 de octubre | Duendes | 27 - 19 | Tucumán RC |                                      |                                      |
|              |         | Reporte |            | Árbitro(s): Javier Mancuso (Córdoba) | Árbitro(s): Javier Mancuso (Córdoba) |

| 10 de octubre | Tucumán RC | 39 - 0  | Marista |                                         |                                         |
|               |            | Reporte |         | Árbitro(s): Martín Rodríguez (Santa Fe) | Árbitro(s): Martín Rodríguez (Santa Fe) |

| 10 de octubre | Tucumán Lawn Tennis | 36 - 20 | Liceo |                                      |                                      |
|               |                     | Reporte |       | Árbitro(s): Javier Mancuso (Córdoba) | Árbitro(s): Javier Mancuso (Córdoba) |

| 17 de octubre | Liceo | 21 - 23 | Tucumán RC |                                    |                                    |
|               |       | Reporte |            | Árbitro(s): Mauro Rivera (Rosario) | Árbitro(s): Mauro Rivera (Rosario) |

| 17 de octubre | Marista | 15 - 30 | Duendes |                                    |                                    |
|               |         | Reporte |         | Árbitro(s): Omar Alcocer (Tucumán) | Árbitro(s): Omar Alcocer (Tucumán) |

| 24 de octubre | Duendes | 24 - 14 | Liceo |                                          |                                          |
|               |         | Reporte |       | Árbitro(s): Matías Fresia (Buenos Aires) | Árbitro(s): Matías Fresia (Buenos Aires) |

| 24 de octubre | Tucumán RC | 23 - 25 | Tucumán Lawn Tennis |                                    |                                    |
|               |            | Reporte |                     | Árbitro(s): Omar Alcocer (Tucumán) | Árbitro(s): Omar Alcocer (Tucumán) |

### Zona 3
| Pos. | Equipos           | Partidos | Partidos | Partidos | Tantos | Tantos | Tantos | Pts. |
| Pos. | Equipos           | G        | E        | P        | PF     | PC     | DP     | Pts. |
| ---- | ----------------- | -------- | -------- | -------- | ------ | ------ | ------ | ---- |
| 1.º  | Universitario (T) | 3        | 0        | 1        | 107    | 80     | +27    | 14   |
| 2.º  | La Tablada        | 3        | 0        | 1        | 119    | 88     | +31    | 13   |
| 3.º  | Córdoba Athletic  | 2        | 0        | 2        | 102    | 82     | +20    | 11   |
| 4.º  | Los Tarcos        | 1        | 0        | 3        | 73     | 105    | -32    | 6    |
| 5.º  | Universitario (R) | 1        | 0        | 3        | 80     | 126    | -46    | 6    |

|  | Clasifica a Zona Campeonato |
|  | Clasifica a Zona Media      |
|  | Clasifica a Zona Descenso   |

| 26 de septiembre | Universitario (R) | 25 - 29 | Los Tarcos |                                     |                                     |
|                  |                   | Reporte |            | Árbitro(s): Eugenio Morra (Córdoba) | Árbitro(s): Eugenio Morra (Córdoba) |

| 26 de septiembre | Universitario (T) | 38 - 21 | La Tablada |                                 |                                 |
|                  |                   | Reporte |            | Árbitro(s): Andrés Ramos (Cuyo) | Árbitro(s): Andrés Ramos (Cuyo) |

| 3 de octubre | La Tablada | 48 - 25 | Universitario (R) |                                    |                                    |
|              |            | Reporte |                   | Árbitro(s): Omar Alcocer (Tucumán) | Árbitro(s): Omar Alcocer (Tucumán) |

| 3 de octubre | Los Tarcos | 17 - 34 | Córdoba Athletic |                                      |                                      |
|              |            | Reporte |                  | Árbitro(s): Gustavo Pérez (San Juan) | Árbitro(s): Gustavo Pérez (San Juan) |

| 10 de octubre | Córdoba Athletic | 15 - 28 | La Tablada |                                     |                                     |
|               |                  | Reporte |            | Árbitro(s): Eugenio Morra (Córdoba) | Árbitro(s): Eugenio Morra (Córdoba) |

| 10 de octubre | Universitario (R) | 20 - 18 | Universitario (T) |                                                  |                                                  |
|               |                   | Reporte |                   | Árbitro(s): Cristian Sánchez Ruiz (Buenos Aires) | Árbitro(s): Cristian Sánchez Ruiz (Buenos Aires) |

| 17 de octubre | Universitario (T) | 27 - 22 | Córdoba Athletic |                                 |                                 |
|               |                   | Reporte |                  | Árbitro(s): Andrés Ramos (Cuyo) | Árbitro(s): Andrés Ramos (Cuyo) |

| 17 de octubre | La Tablada | 22 - 10 | Los Tarcos |                                               |                                               |
|               |            | Reporte |            | Árbitro(s): Gustavo Tomanovich (Buenos Aires) | Árbitro(s): Gustavo Tomanovich (Buenos Aires) |

| 24 de octubre | Los Tarcos | 17 - 24 | Universitario (T) |                                          |                                          |
|               |            | Reporte |                   | Árbitro(s): Fernando Martorell (Tucumán) | Árbitro(s): Fernando Martorell (Tucumán) |

| 24 de octubre | Córdoba Athletic | 31 - 10 | Universitario (R) |                                       |                                       |
|               |                  | Reporte |                   | Árbitro(s): Gustavo Gerbasi (Uruguay) | Árbitro(s): Gustavo Gerbasi (Uruguay) |

### Tabla de terceros
| Equipos          | Encuentros | Encuentros | Encuentros | Encuentros | Dif. | Pts. |
| Equipos          | PJ         | PG         | PE         | PP         | Dif. | Pts. |
| ---------------- | ---------- | ---------- | ---------- | ---------- | ---- | ---- |
| Tucumán RC       | 4          | 2          | 0          | 2          | +31  | 11   |
| Córdoba Athletic | 4          | 2          | 0          | 2          | +20  | 11   |
| Jockey Club (R)  | 4          | 2          | 0          | 2          | -12  | 10   |
|  | Clasifica a Zona Campeonato |
|  | Clasifica a Zona Media      |

## Zona Campeonato
|  | Cuartos de final    | Cuartos de final |                   |                   | Semifinales    | Semifinales    |  |         | Final           | Final           |  |
|  | 31 de octubre       | 31 de octubre    |                   |                   | 7 de noviembre | 7 de noviembre |  |         | 14 de noviembre | 14 de noviembre |  |
|  |                     |                  |                   |                   |                |                |  |         |                 |                 |  |
|  |                     |                  |                   |                   |                |                |  |         |                 |                 |  |
|  | Tucumán Lawn Tennis | 33               |                   |                   |                |                |  |         |                 |                 |  |
|  | Tucumán Lawn Tennis | 33               |                   |                   |                |                |  |         |                 |                 |  |
|  | Córdoba Athletic    | 38               |                   |                   |                |                |  |         |                 |                 |  |
|  | Córdoba Athletic    | 38               |                   | Córdoba Athletic  | 19             |                |  |         |                 |                 |  |
|  |                     |                  |                   | Córdoba Athletic  | 19             |                |  |         |                 |                 |  |
|  |                     |                  | Duendes           | 23                |                |                |  |         |                 |                 |  |
|  | Duendes             | 39               | Duendes           | 23                |                |                |  |         |                 |                 |  |
|  | Duendes             | 39               |                   |                   |                |                |  |         |                 |                 |  |
|  | Jockey Club (VM)    | 7                |                   |                   |                |                |  |         |                 |                 |  |
|  | Jockey Club (VM)    | 7                |                   |                   |                |                |  | Duendes | 35              |                 |  |
|  |                     |                  |                   |                   |                |                |  | Duendes | 35              |                 |  |
|  |                     |                  | Universitario (T) | 21                |                |                |  |         |                 |                 |  |
|  | Universitario (T)   | 17               | Universitario (T) | 21                |                |                |  |         |                 |                 |  |
|  | Universitario (T)   | 17               |                   |                   |                |                |  |         |                 |                 |  |
|  | La Tablada          | 14               |                   |                   |                |                |  |         |                 |                 |  |
|  | La Tablada          | 14               |                   | Universitario (T) | 21             |                |  |         |                 |                 |  |
|  |                     |                  |                   | Universitario (T) | 21             |                |  |         |                 |                 |  |
|  |                     |                  | IPR Sporting Club | 10                |                |                |  |         |                 |                 |  |
|  | IPR Sporting Club   | 36               | IPR Sporting Club | 10                |                |                |  |         |                 |                 |  |
|  | IPR Sporting Club   | 36               |                   |                   |                |                |  |         |                 |                 |  |
|  | Tucumán RC          | 29               |                   |                   |                |                |  |         |                 |                 |  |
|  | Tucumán RC          | 29               |                   |                   |                |                |  |         |                 |                 |  |
|  |                     |                  |                   |                   |                |                |  |         |                 |                 |  |

### Cuartos de final
| 31 de octubre | Tucumán Lawn Tennis | 33 - 38 | Córdoba Athletic |                                 |                                 |
|               |                     | Reporte |                  | Árbitro(s): Andrés Ramos (Cuyo) | Árbitro(s): Andrés Ramos (Cuyo) |

| 31 de octubre | Duendes | 39 - 7  | Jockey Club (VM) |                                    |                                    |
|               |         | Reporte |                  | Árbitro(s): Claudio Antonio (Cuyo) | Árbitro(s): Claudio Antonio (Cuyo) |

| 31 de octubre | Universitario (T) | 17 - 14 | La Tablada |                                      |                                      |
|               |                   | Reporte |            | Árbitro(s): Carlos Romero (Nordeste) | Árbitro(s): Carlos Romero (Nordeste) |

| 31 de octubre | IPR Sporting Club | 36 - 29 | Tucumán RC |                                           |                                           |
|               |                   | Reporte |            | Árbitro(s): Ignacio Rellán (Buenos Aires) | Árbitro(s): Ignacio Rellán (Buenos Aires) |

### Semifinales
| 7 de noviembre | Córdoba Athletic | 19 - 23 | Duendes |                                      |                                      |
|                |                  | Reporte |         | Árbitro(s): Carlos Romero (Nordeste) | Árbitro(s): Carlos Romero (Nordeste) |

| 7 de noviembre | Universitario (T) | 21 - 10 | IPR Sporting Club |                                      |                                      |
|                |                   | Reporte |                   | Árbitro(s): Javier Mancuso (Córdoba) | Árbitro(s): Javier Mancuso (Córdoba) |

Semifinales 5.º puesto
| 7 de noviembre | Jockey Club (VM) | 34 - 27 | Tucumán Lawn Tennis |                                            |                                            |
|                |                  | Reporte |                     | Árbitro(s): Diego Duglovitzky (Entre Ríos) | Árbitro(s): Diego Duglovitzky (Entre Ríos) |

| 7 de noviembre | La Tablada | 39 - 8  | Tucumán RC |                                        |                                        |
|                |            | Reporte |            | Árbitro(s): Eugenio Romanini (Rosario) | Árbitro(s): Eugenio Romanini (Rosario) |

### Finales
Final
| 14 de noviembre | Duendes | 35 - 21 | Universitario (T) |                                 |                                 |
|                 |         | Reporte |                   | Árbitro(s): Andrés Ramos (Cuyo) | Árbitro(s): Andrés Ramos (Cuyo) |

Final 5.º puesto
| 14 de noviembre | Jockey Club (VM) | 17 - 29 | La Tablada |                                     |                                     |
|                 |                  | Reporte |            | Árbitro(s): Eugenio Morra (Córdoba) | Árbitro(s): Eugenio Morra (Córdoba) |

| Bandera de la Provincia de Santa Fe |
| Duendes Campeón                     |
| Segundo título                      |

## Zona Media
|  | Semifinales            | Semifinales            | Semifinales     |                 |       | Final 9.º puesto       | Final 9.º puesto       | Final 9.º puesto  |  |
|  |                        |                        |                 |                 |       |                        |                        |                   |  |
|  |                        |                        |                 |                 |       |                        |                        |                   |  |
|  | Gimnasia y Esgrima (R) | Gimnasia y Esgrima (R) | 15              |                 |       |                        |                        |                   |  |
|  | Gimnasia y Esgrima (R) | Gimnasia y Esgrima (R) | 15              |                 |       |                        |                        |                   |  |
|  | Liceo                  | Liceo                  | 30              |                 |       |                        |                        |                   |  |
|  | Liceo                  | Liceo                  | 30              |                 | Liceo | Liceo                  | 45                     |                   |  |
|  |                        |                        |                 |                 | Liceo | Liceo                  | 45                     |                   |  |
|  |                        |                        | Jockey Club (R) | Jockey Club (R) | 32    |                        |                        |                   |  |
|  | Jockey Club (R)        | Jockey Club (R)        | Jockey Club (R) | Jockey Club (R) | 32    | 38                     |                        |                   |  |
|  | Jockey Club (R)        | Jockey Club (R)        |                 |                 |       | 38                     |                        |                   |  |
|  | Los Tarcos             | Los Tarcos             | 19              |                 |       | Final 11.º puesto      | Final 11.º puesto      | Final 11.º puesto |  |
|  | Los Tarcos             | Los Tarcos             | 19              |                 |       | Final 11.º puesto      | Final 11.º puesto      | Final 11.º puesto |  |
|  |                        |                        |                 |                 |       |                        |                        |                   |  |
|  |                        |                        |                 |                 |       | Gimnasia y Esgrima (R) | Gimnasia y Esgrima (R) | 38                |  |
|  |                        |                        |                 |                 |       | Gimnasia y Esgrima (R) | Gimnasia y Esgrima (R) | 38                |  |
|  |                        |                        |                 |                 |       | Los Tarcos             | Los Tarcos             | 46                |  |
|  |                        |                        |                 |                 |       | Los Tarcos             | Los Tarcos             | 46                |  |
|  |                        |                        |                 |                 |       |                        |                        |                   |  |

### Semifinales
| 31 de octubre | Gimnasia y Esgrima (R) | 15 - 30 | Liceo |                                     |                                     |
|               |                        | Reporte |       | Árbitro(s): Daniel Araque (Austral) | Árbitro(s): Daniel Araque (Austral) |

| 31 de octubre | Jockey Club (R) | 38 - 19 | Los Tarcos |                                     |                                     |
|               |                 | Reporte |            | Árbitro(s): Gustavo Ianchina (Cuyo) | Árbitro(s): Gustavo Ianchina (Cuyo) |

### Finales
Final 9.º puesto
| 7 de noviembre | Liceo | 45 - 32 | Jockey Club (R) |                                          |                                          |
|                |       | Reporte |                 | Árbitro(s): Fernando Martorell (Tucumán) | Árbitro(s): Fernando Martorell (Tucumán) |

Final 11.º puesto
| 7 de noviembre | Los Tarcos | 46 - 38 | Gimnasia y Esgrima (R) |                                      |                                      |
|                |            | Reporte |                        | Árbitro(s): Gustavo Pérez (San Juan) | Árbitro(s): Gustavo Pérez (San Juan) |

## Zona Descenso
| Pos. | Equipos           | Partidos | Partidos | Partidos | Tantos | Tantos | Tantos | Pts. |
| Pos. | Equipos           | G        | E        | P        | PF     | PC     | DP     | Pts. |
| ---- | ----------------- | -------- | -------- | -------- | ------ | ------ | ------ | ---- |
| 13.º | San Ignacio       | 1        | 1        | 0        | 36     | 28     | +8     | 6    |
| 14.º | Marista           | 1        | 0        | 1        | 59     | 46     | +13    | 5    |
| 15.º | Universitario (R) | 0        | 1        | 1        | 26     | 47     | -21    | 2    |

| 31 de octubre | Marista | 39 - 18 | Universitario (R) |                                         |                                         |
|               |         | Reporte |                   | Árbitro(s): Juan Cruz Tissera (Córdoba) | Árbitro(s): Juan Cruz Tissera (Córdoba) |

| 7 de noviembre | San Ignacio | 28 - 20 | Marista |                                          |                                          |
|                |             | Reporte |         | Árbitro(s): Ariel Guillén (Buenos Aires) | Árbitro(s): Ariel Guillén (Buenos Aires) |

| 14 de noviembre | Universitario (R) | 8 - 8   | San Ignacio |                                               |                                               |
|                 |                   | Reporte |             | Árbitro(s): Gustavo Tomanovich (Buenos Aires) | Árbitro(s): Gustavo Tomanovich (Buenos Aires) |